# ジナイダ・グレチャヌイ
ジナイダ・グレチャヌイ（モルドバ語:Zinaida Greceanîi、ロシア語ではジナイーダ・ペトローヴナ・グレチャーナヤ:Зинаи́да Петро́вна Греча́ная、1956年2月7日 - ）はモルドバの政治家。2008年3月31日より同国の首相に就任し、モルドバ初の女性首相となった。元モルドバ共和国議会議長。現在はモルドバ共和国社会党に所属。

## 経歴
両親（Marioara UrsuとPetrea Bujor）はエホバの証人のメンバーであったことから、モルドバ北端のブリチェニー県コチュゼニ(Cotiujeni)村からシベリアへ1951年に追放された。その間に彼らは娘のグレチャヌイを生んだ。のちに彼女と両親は、1968年に同村へ戻った。グレチャヌイ自身は、母方の祖母の信仰する正教会で洗礼を受けた。そして彼女はキシナウにある金融経済専門学校（Financial and Economic College）とモルドバ国立大学を卒業した。
彼女は2000年から2001年まで財務担当の副大臣を、2001年から2002年まで財務担当の第一副大臣を務めた。その後2002年から2005年まで蔵相を、2005年から2008年まで第一副首相を務めた。2009年以降は国会議員である。
2009年4月の総選挙に引き続いて同年5月から7月にかけて行われた大統領選挙では、共産党の候補者となった。モルドバの大統領は議会により選出され、101議席中61議席の賛成を要するが、共産党は60議席しか保有していなかった。野党は3回にわたって大統領選挙をボイコットしたため、選挙は成立せずに議会は再び解散となり、大統領にはなれなかった。その2年後の2011年11月には共産党を離党し、社会党へ入党している。
2016年10月30日に20年振りとなる直接選挙による大統領選が実施され、この選挙で社会党のイゴル・ドドンが当確する。これによりドドンが国内法の規定に基づく形で当時務めていた同党の議長を辞職したことから、彼女は同党の暫定党首に選出された。のちに同党議長として正式に就任。
2019年6月8日から2021年7月26日までモルドバ共和国議会議長を務めた。

## 私生活
結婚しており、2人の子供がいる。